# Bački Brestovac
Bački Brestovac (ćir.: Бачки Брестовац, njem.: Ulmenau, mađ.: Szilberek) je naselje u općini Odžaci u Zapadnobačkom okrugu u Vojvodini. Prije Drugoga svjetskoga rata u Bačkome Brestovcu većini stanovništva su činili Nijemci, koji su poslije rata deportirani.

## Kultura
Ličani u Bačkom Brestovcu čuvaju tradiciju.

## Stanovništvo
U naselju Bački Brestovac živi 3.469 stanovnika, od toga 2.826 punoljetnih stanovnika, a prosječna starost stanovništva iznosi 43,5 godina (41,2 kod muškaraca i 45,7 kod žena). U naselju ima 1.264 domaćinstava, a prosječan broj članova po domaćinstvu je 2,74.
Prema popisu iz 1991. godine u naselju je živjelo 3.737 stanovnika, od toga 3.481 Srba (93,2%), 110 Jugoslavena, 65 Hrvata, 16 Roma, 12 Mađara, 11 Albanaca, 8 Crnogoraca, 8 Makedonaca, 3 Bunjevca, 2 Muslimana, 1 Rusin, 1 Slovenac, 1 Ukrajinac, 3 ostalih, 5 nepoznatih i 5 koji nisu navedeni.
U Bačkom Brestovcu danas većinu stanovništva čine Srbi iz Like, Republika Hrvatska, koji su se doseljavali u dva navrata 1945 i 1995. s područja Brinja i Korenice.[nedostaje izvor]
| Etnički sastav 2002. |            |        |
| Narod                | Stanovnika | %      |
| Srbi                 | 3.101      | 89,39% |
| Romi                 | 35         | 1,00%  |
| Hrvati               | 29         | 0,83%  |
| Jugoslaveni          | 22         | 0,63%  |
| Mađari               | 7          | 0,20   |
| Makedonci            | 6          | 0,17%  |
| Albanci              | 6          | 0,17%  |
| Crnogorci            | 5          | 0,14%  |
| Nijemci              | 2          | 0,05%  |
| ostali               | 6          | 0,12%  |
| nepoznato            | 236        | 6,80%  |

| broj stanovnika | 5991  | 5795  | 5226  | 4589  | 3876  | 3737  | 3469  |
|                 | 1948. | 1953. | 1961. | 1971. | 1981. | 1991. | 2001. |

- Preme popisu stanovništva iz 1834. godine u Bačkome Brestovcu živjelo je 5.400 stanovnika u 874 kuće, od kojih 259 Mađara, 4.356 Nijemaca, 750 Srba i 33 stanovnika drugih nacionalnosti.

## Galerija
- Pravoslavna crkva.
- Spomenik u centru.
- Avion u Bačkom Brestovcu.
- Panorama.
- Zima u Bačkom Brestovcu.
- Lički-KUD u Bačkom Brestovcu.

## Vanjske poveznice
- Karte, udaljenonosti, vremenska prognoza
- Službena stranica MO Bački Brestovac